# 국립민속박물관회
국립민속박물관회는 전통민속문화의 계승발전 및 저변확대와 사회문화 교육을 통한 민속의 대중화에 기여를 목적으로 2001년 5월 30일 설립된 대한민국 문화체육관광부 소관의 사단법인이다. 사무실은 서울특별시 종로구 세종로 1-1(우: 110-820)에 있다.

## 주요 사업
- 한국전통문화 및 민속의 이해증진을 위한 강연 강좌 개최
- 민속학 등 관련 학술활동 지원
- 민속분야 박물관사업중 사회교육적 보급 계몽을 돕는 사업
- 민속박물관 발전을 위한 지원사업
- 회원상호간의 친목과 질적 향상을 도모하는 사업